# La academia (Paraguay)
La Academia fue un reality show musical paraguayo adaptado del programa mexicano La Academia. Fue transmitido por Telefuturo a partir del 28 de mayo hasta el 24 de septiembre de 2013 y fue conducido por Dani Da Rosa.

## Estructura
Es un concurso en formato talent show, siendo los principales las principales exigencias ser especializado en las áreas de canto, baile y actuación. La gente vota por su alumno favorito y así no ser el de menor puntuación y tenga que abandonar la academia.
Conviven en una casa de 500 metros cuadrados, equipada con 30 cámaras, piscina y jacuzzi donde reciben clases y conviven encerrados con sus compañeros teniendo una vez a la semana un concierto donde son evaluados por unos críticos y en donde van a ir siendo eliminados hasta llegar al ganador.
El director artístico de La Academia es Marcelo Iripino quien está acompañado por tres maestros: Natalia Valdez es la maestra de danza quien a su vez tiene como acompañantes a seis coaches de baile. El maestro de música es David Portillo quien también es asistido por seis coaches de canto. El tercer y último profesor de la academia es Néstor Amarilla quien se desempeña como el maestro de actuación.

## Programas anexos

### El Debate
Es un programa transmitido todos los jueves a las 21, es conducido por el periodista de espectáculos y conductor de televisión Mili Brítez. Los panelistas del programa son: la periodista de espectáculos Carmiña Masi, el director de teatro y televisión (maestro de actuación de La Academia) Néstor Amarilla, y el coreógrafo y bailarín (director artístico de La Academia) Marcelo Iripino.
En programa se analiza toda la estructura de La Academia, desde la vida personal de los participantes hasta los conflictos en la convivencia diaria.

### La Academia: En vivo por la casa
Programa transmitido de martes a sábado a las 00:00 p. m., domingos a las 23:30 p. m.., programa que se observa la casa en vivo y en directo donde se transmite para el público de televisión por antena, ya que las 24 horas de la academia se transmite a través de cable.

### Camino a la Fama
Detrás de las escenas (BackStage) de todo lo que pasó en la casa y la gala de la academia, en diferentes horarios, por la mañana, tarde y noche. El conductor de este programa es Edwin Storrer.

### El Resumen de La Academia
Luego de casi tres meses del estreno del programa, específicamente el 19 de agosto, un nuevo programa soporte de La Academia se estrenó en las pantallas de Telefuturo, El Resumen de La Academia. El mismo se transmite de lunes a viernes desde las 19:00  con la conducción de Rubén Rubín.

## Concursantes
| Edición        | Año  | Presentador  | Jurado                                         | Ganador  | 2.º. Lugar | 3.º. Lugar | 4.º. Lugar | Otros Concursantes (En orden de Eliminación)                                                                                 | N° de participantes |
| -------------- | ---- | ------------ | ---------------------------------------------- | -------- | ---------- | ---------- | ---------- | --- | ------------------- |
| 1.ª Generación | 2013 | Dani Da Rosa | Jorge Castro Pedro Ojeda Julio Juan Del Puerto | Marilina | Troche     | Fabio      | Pacheco    | Jazmín, Fabiani, Eric, Juan Marcelo, Ulises, Héctor, Punchi, Ara, Ada, Carol, Felipe, Eli, Gabi, Jessica, Esteban, Florencia | 20                  |

## Generaciones
| Generación | Conciertos | Inicio             | Fin                      |
| ---------- | ---------- | ------------------ | ------------------------ |
| 1.ª        | 19         | 28 de mayo de 2013 | 24 de septiembre de 2013 |

### Primera Generación (2013)
La primera temporada, también conocida como primera generación, pertenece al año 2013 e inició el martes 28 de mayo con 20 concursantes de todo el país.

## Versiones internacionales
| País           | Nombre                      | Generaciones | Cadena              |
| -------------- | --------------------------- | ------------ | ------------------- |
| Centro América | La Academia (Centroamérica) | 1            | TV Azteca Guatemala |
| Estados Unidos | La Academia USA             | 1            | Azteca América      |
| Indonesia      | Akademi Fantasi Indosiar    | 6            | Indosiar            |
| Malasia        | Akademi Fantasia            | 9            | Astro Ria           |
| México         | La Academia                 | 14           | TV Azteca           |
| Tailandia      | True Academy Fantasia       | 7            | True Visions        |